# Квернер, Рудольф
Эрнст Рудольф Квернер (нем. Rudolf Querner; 10 июня 1893, Лендорф близ Каменца — 27 мая 1945, Магдебург) — один из высших офицеров СС и руководителей полиции времён нацистской Германии, обергруппенфюрер СС, генерал полиции (1943) и войск СС (1944) в Австрии и Германии. Высший руководитель СС и полиции на Дунае.
Военный преступник, ответственный за перемещение заключённых концентрационных лагерей нацистской Германии на оккупированных территориях по мере приближения к ним войск союзников в лагеря внутри Германии.

## Биография
Сын фермера. Образование получил в Дрезденском кадетском корпусе и в Военной академии в Ганновере. В феврале 1912 года произведен в лейтенанты.
Участник Первой мировой войны с августа 1914 года. В самом начале войны взят в плен и до декабря 1918 года находился во французских лагерях для военнопленных.
С сентября 1919 года служил в полиции безопасности в Саксонии, а в 1920 — в жандармерии, чин капитана получил в 1922 году.
В 1930—1933 годах участвовал в деятельности Гитлерюгенда. После прихода национал-социалистов к власти в Германии в 1933 году вступил в НСДАП(членский билет № 2 385 386) В том же году был произведен в подполковники жандармерии.
С 1934 года работал в Имперском министерстве внутренних дел.
В середине марта 1935 года переведен в шуцполицию, полковник (с 1.9.1936). С 1 сентября 1936 года командовал шуцполицией Гамбурга, с 1 апреля 1937 по октябрь 1940 года — инспектор шуцполиции в Гамбурге, Бремене и Ольденбурге.
В мае 1938 года вступил в СС и сразу же получил звание штандартенфюрера. С 22 мая 1938 по ноябрь 1940 года — начальник штаба оберабшнита СС «Северо-Запад» (позже «Нордзее»).
С марта по июнь 1939 года командующий полицией порядка в Праге, организовал массовые аресты противников режима после присоединения к Германии Богемии и Моравии.
С 1 ноября 1940 г. — генерал-инспектор жандармерии и полиции в Главном управлении полиции порядка. С апреля 1941 года — командир оберабшнита СС «Нордзее».
С 30 апреля 1941 по 20 апреля 1943 был высшим руководителем СС и полиции «Нордзее» (Гамбург), с 31 января 1943 по 5 октября 1944 года — «Дунай» (Вена) и командир оберабшнита СС «Дунай».
С 5 октября 1944 г. — высший руководитель СС и полиции «Центр» командир оберабшнита СС.
После окончания войны Квернер был арестован и 27 мая 1945 года, находясь под стражей, покончил жизнь самоубийством.

## Награды
- Железный крест 2-го класса
- Почётный крест Первой мировой войны 1914/1918
- Крест «За военные заслуги» 1 и 2 степени
- Медаль «В память 1 октября 1938 года»
- Медаль «В память 13 марта 1938 года»
- Кольцо «Мёртвая голова»
- Почётная шпага рейхсфюрера СС
- Почётный кинжал СС
- Шеврон старого бойца
- Спортивный знак Германского рейха в серебре
- Немецкий Олимпийский почётный знак 2 степени
- Почётный знак Немецкого Красного Креста